# Imperial Brands
Imperial Brands plc, tot februari 2016 Imperial Tobacco, is een Britse multinationale tabaksfabrikant.
Het bedrijf werd in 1901 opgericht en is genoteerd aan de London Stock Exchange, het maakt deel uit van de FTSE 100. Het is na Philip Morris International, British American Tobacco en Japan Tobacco de vierde producent van tabaksartikelen wereldwijd, exclusief de Volksrepubliek China.

## Activiteiten
Imperial Brands bestaat uit twee bedrijfsonderdelen:
- Tobacco & NGP. NGP staat voor Next Generation Products zoals onder andere E-sigaretten. Dit onderdeel houdt zich bezig met de productie, marketing en verkoop van deze twee productgroepen.
- Distribution. Dit onderdeel houdt zich bezig met de distributie van tabak en aanverwante artikelen voor andere fabrikanten, maar ook voor Imperial Brands.

In het gebroken boekjaar 2020 bedroeg de totale omzet ruim 32 miljard Pond sterling, inclusief 16 miljard pond aan belastingen en accijnzen op rookwaren. Van de resterende 16,6 miljard pond was de omzet gelijk verdeeld over de twee bedrijfsonderdelen. Distributie is een activiteit met relatief lage winstmarges, waardoor Tobacco & NGP veruit de belangrijkste bijdrage levert aan het nettoresultaat.
De producten worden wereldwijd verkocht. De vier belangrijkste geografische markten zijn het Verenigd Koninkrijk, Duitsland, Frankrijk, Spanje en de Verenigde Staten. In deze vier landen wordt de helft van de omzet gerealiseerd. In het Verenigd Koninkrijk heeft het zo'n 40% van de markt in handen, gevolgd door 30% in Spanje en 20% marktaandeel in Frankrijk en Duitsland. Er werkten 32.100 mensen voor het bedrijf in 2020, waarvan 6200 bij Distribution.
Bij Imperial Brands Benelux werken ruim 700 mensen, verspreid over vier vestigingen in België en Nederland. De vestigingen staan in Wilrijk, Mechelen, Oosterhout en Joure. De Nederlandse activiteiten zijn voorgekomen uit Van Nelle Tabak, dat al sinds 1782 actief is. In 1998 nam Imperial Brands drie tabaksfabrieken van Douwe Egberts Van Nelle over. In december 1998 werd de sluiting van de kleine fabriek in Drachten aangekondigd. In België zijn de activiteiten gebaseerd op Ets. L. Lacroix Fils N.V. (Rizla), dat in 1532 werd opgericht.
Bekende merken zijn JPS, Davidoff, Gauloises (sigaretten), Golden Virginia (shag), Drum (shag) en Rizla (vloeipapier).
Het bedrijf heeft een gebroken boekjaar dat loopt tot 30 september.
Sinds oktober 1996 staan de aandelen van het bedrijf genoteerd aan de London Stock Exchange.

## Geschiedenis
De Imperial Tobacco Company werd in 1901 opgericht door de fusie van 13 Britse tabaks- en sigarettenbedrijven. Dit waren W.D. & H.O. Wills, John Player & Sons en 11 andere onafhankelijke familiebedrijven. De eerste voorzitter van het bedrijf was Sir William Henry Wills van W.D. & H.O. Wills. Het bedrijf werd opgericht om sterker te staan tegen de Amerikaanse tabaksfabrikant, American Tobacco Company (ATC), die met prijsverlagingen de Engelse markt probeerde te veroveren.
Een jaar later kwam het bedrijf met ATC overeen een joint venture te formeren. Dit werd de British American Tobacco Company (BAT). De twee moedermaatschappijen kwamen overeen niet op elkaars binnenlandse markten te concurreren en de overzeese activiteiten in de joint venture te bundelen. ATC werd in 1911 verplicht zijn belang in de joint venture te verkopen, maar Imperial behield zijn belang in BAT tot 1980.
Vanaf de jaren zestig voerde het bedrijf een beleid van diversificatie. In 1973 werd de naam gewijzigd van Imperial Tobacco Company naar de Imperial Group vooral door een beleid van diversificatie naar andere activiteiten als restaurantketens en distributiebedrijven. In 1979 telde de groep zo’n 100.000 medewerkers en was, naast tabak, actief op het gebied van papier en verpakkingsmiddelen, voedingsmiddelen, distributie en handel.
In april 1986 werd Imperial Group overgenomen door het conglomeraat Hanson Trust voor £ 2,5 miljard. De hoge overnamesom leidde tot een aantal desinvesteringen van activiteiten anders dan tabak. Er werd gesneden in het aantal merknamen, verpakkingen en fabrieken werden gesloten. In oktober 1996 nam Hanson afscheid van Imperial en kreeg de laatste een beursnotering aan de London Stock Exchange.
Na de beursintroductie volgde een lange reeks van overnames. In 1997 werd Rizla overgenomen en het jaar erop werd van Douwe Egberts de tabaksactiviteiten gekocht waaronder Drum. In 2003 volgde een grote stap, het nam het vijfde tabaksbedrijf van de wereld over. Met het Duitse Reemtsma Cigarettenfabriken GmbH kreeg het de merken Peter Stuyvesant en West in handen. In 2007 kocht het Commonwealth Brands Inc., toen het op drie na grootste tabaksbedrijf in de Verenigde Staten voor US$ 1,9 miljard. In februari 2008 volgde de acquisitie van Altadis. Voor 16,2 miljard euro werden bekende merknamen als Fortuna, Gauloises en Gitanes aan de portefeuille toegevoegd.
Op 15 juli 2014 kocht R.J. Reynolds de Lorillard Tobacco Company voor US$ 27,4 miljard. Om deze overname te betalen verkocht het de merken Kool, Winston, Salem en blu eCigs aan Imperial voor US$ 7,1 miljard. In februari 2016 werd de naam gewijzigd in Imperial Brands om het groeiende belang van de andere activiteiten te reflecteren.
In 2018 nam een dochteronderneming, Imperial Brands Ventures, een belang in Oxford Cannabinoid Technologies, dat een vergunning heeft van de Britse overheid om medicijnen op basis van cannabis te ontwikkelen.
In april 2020 maakte het bedrijf bekend de activiteit van handgerolde sigaren te verkopen. Het neemt hiermee afscheid van premium merken zoals Cohiba en Montecristo, maar ook het aandelenbelang van 50% in Habanos. Kopers zijn Gemstone Investment Holding die de Amerikaanse activiteiten overneemt voor 185 miljoen euro en Allied Cigar Corp koopt de rest voor 1,04 miljard euro. De verkoopopbrengst wordt gebruikt om schulden af te lossen. De machine gerolde sigaren blijven achter, met als belangrijkste merk Backwoods, maar dit is slechts een klein deel van de totale omzet. Met de overname van Altadis werd Imperial Brands actief in het handgerolde sigaren segment. In oktober 2020 werd deze transactie afgerond.